# Ері (Північна Дакота)
Ері (англ. Erie) — переписна місцевість (CDP) в США, в окрузі Кесс штату Північна Дакота. Населення — 54 особи (2020).

## Географія
Ері розташоване за координатами 47°6′55″ пн. ш. 97°23′17″ зх. д. / 47.11528° пн. ш. 97.38806° зх. д. (47.115346, -97.387918).  За даними Бюро перепису населення США в 2010 році переписна місцевість мала площу 5,19 км², уся площа — суходіл.

## Демографія
Згідно з переписом 2010 року, у переписній місцевості мешкало 50 осіб у 23 домогосподарствах у складі 14 родин. Густота населення становила 10 осіб/км².  Було 26 помешкань (5/км²).
Расовий склад населення:
| - 98,0 % — білих - 2,0 % — корінних американців |

До двох чи більше рас належало 0,0 %. Частка іспаномовних становила 0,0 % від усіх жителів.
За віковим діапазоном населення розподілялося таким чином: 22,0 % — особи молодші 18 років, 56,0 % — особи у віці 18—64 років, 22,0 % — особи у віці 65 років та старші. Медіана віку мешканця становила 45,5 року. На 100 осіб жіночої статі у переписній місцевості припадало 117,4 чоловіків;  на 100 жінок у віці від 18 років та старших — 129,4 чоловіків також старших 18 років.
За межею бідності перебувало 3,4 % осіб, у тому числі 0,0 % дітей у віці до 18 років та 29,4 % осіб у віці 65 років та старших.
Цивільне працевлаштоване населення становило 65 осіб. Основні галузі зайнятості: освіта, охорона здоров'я та соціальна допомога — 27,7 %, публічна адміністрація — 9,2 %, будівництво — 9,2 %.